# هایک تورویان
هایک واهانی تورویان (ارمنی: Հայկ Վահանի Թորոյան؛  زادهٔ ۱۱ دسامبر ۱۹۸۵ - درگذشته ۲ آوریل ۲۰۱۶) فرد نظامی اهل ارمنستان بود.

## زندگی‌نامه
وی در ۱۱ دسامبر ۱۹۸۵ در ایروان به دنیا آمد و از کالج نظامی مونته ملکونیان (۲۰۰۰–۲۰۰۲)  فارغ‌التحصیل گشت. همچنین برندهٔ جوایزی همچون مدال گارگین نژده (۲۰۱۰)، مدال دراستامات کانایان (۲۰۱۲)، نشان صلیب رزمی (درجه یک ارمنستان) (۲۰۱۶) و مدال خدمت رزمی جمهوری آرتساخ (۲۰۱۶) شده است. وی در ۲ آوریل ۲۰۱۶ در جریان درگیری ۲۰۱۶ قره‌باغ کوهستانی در سن ۳۰ سالگی در جمهوری آرتساخ کشته شد و در یرابلور به خاک سپرده شد.

## نگارخانه

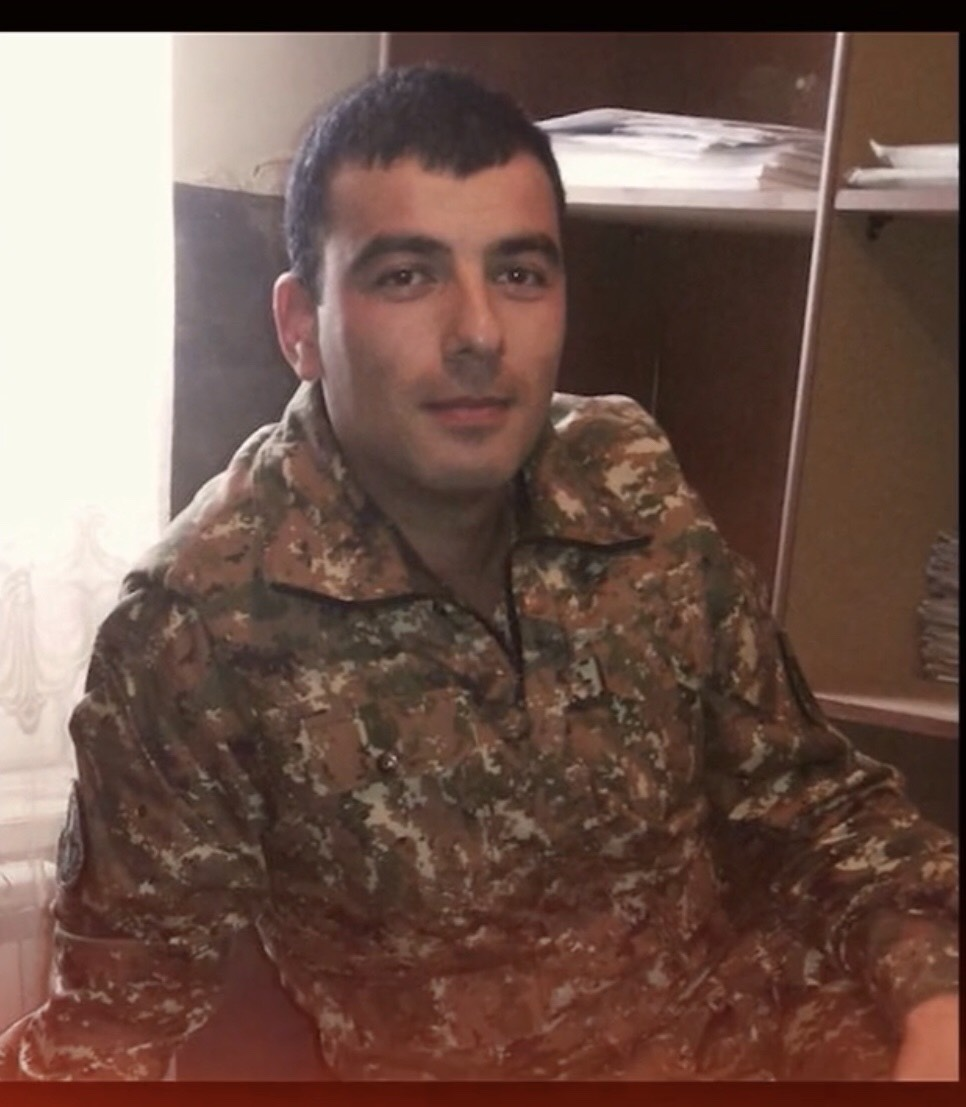
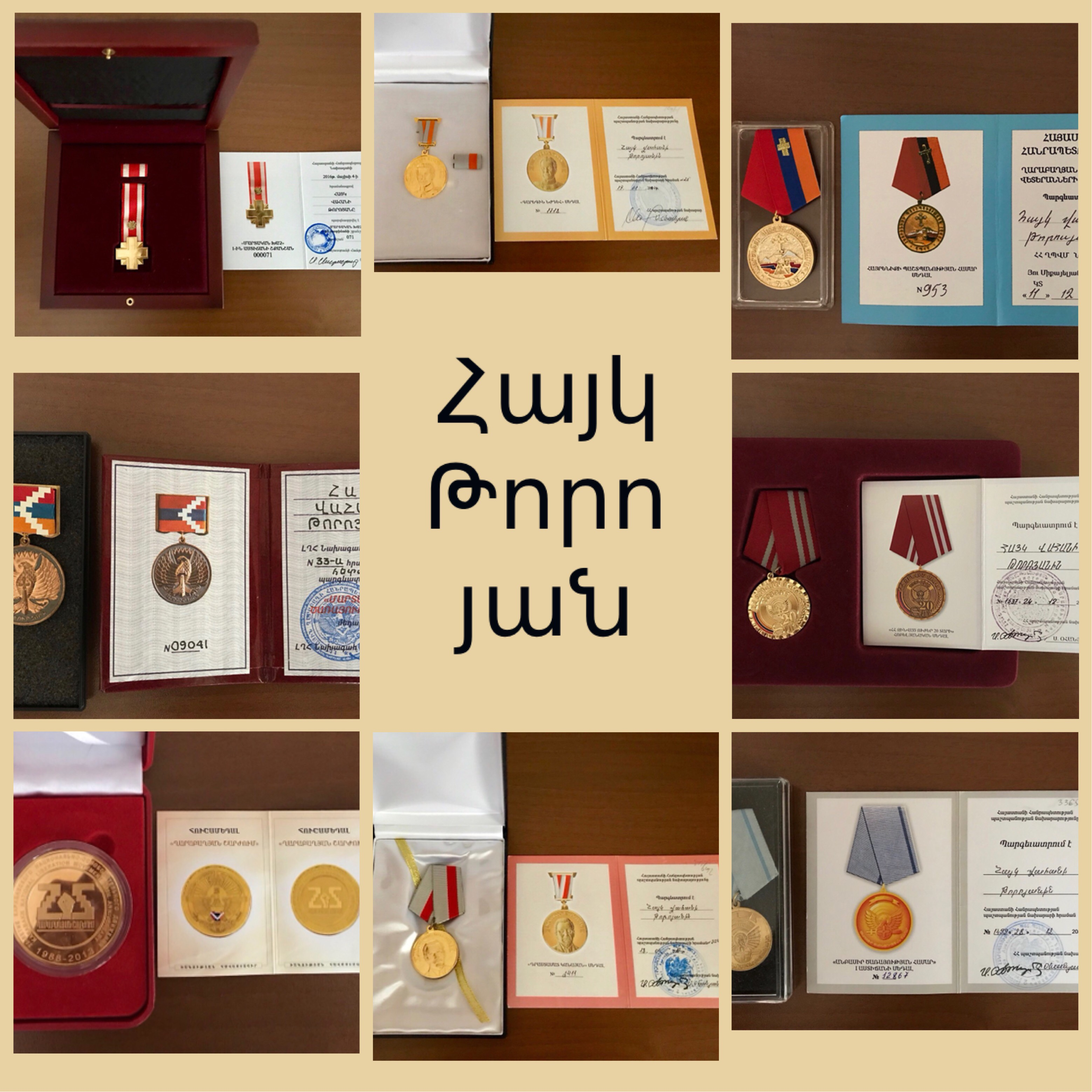
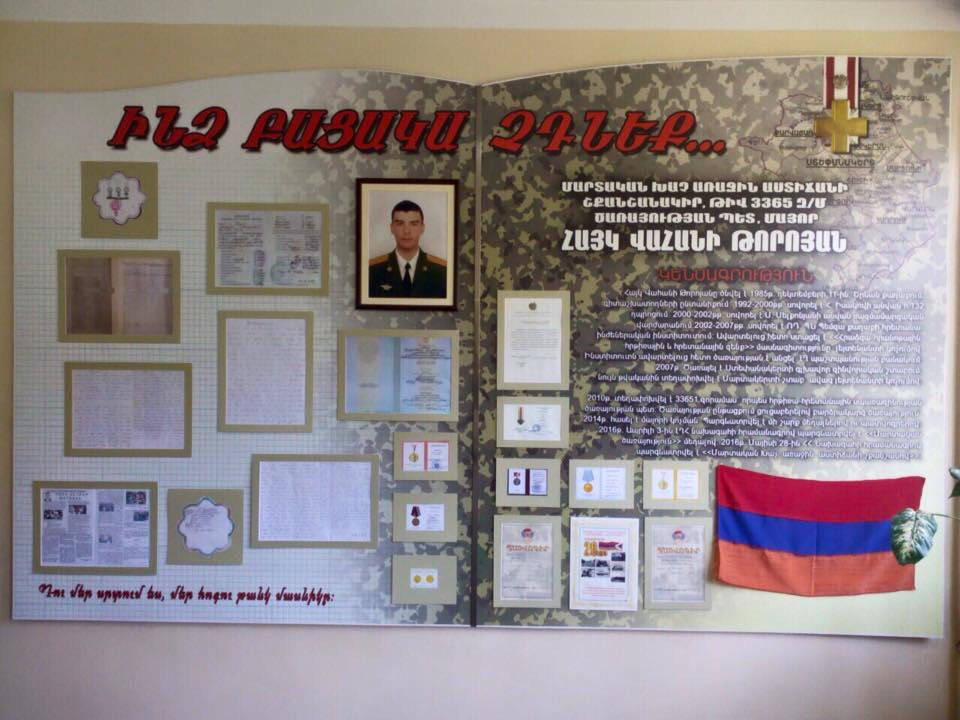

## یادداشت
1. ↑  Արցախա-ադրբեջանական սահմանային պատերազմ (2016)
2. ↑  ՀՀ ՊՆ Մոնթե Մելքոնյանի անվան ռազմամարզական վարժարանում